# Сестре по сузама
Сестре по сузама је трећи студијски албум Тање Савић, издат за Гранд продукцију, децембра 2009. године.

## Списак песама
1. „Сестре по сузама“ – 4:09
2. „Нова година“ – 4:03
3. „Да, то сам ја“ – 3:39
4. „Ван домета“ – 3:21
5. „Камелеон“ – 4:48
6. „Мрак“ – 3:36
7. „Тако ми и треба“ – 2:50
8. „Где љубав путује“ – 4:02

- песме 1, 3, 4, 5, 6, 7: Милетић Ф./Рогановић М. - Рогановић М./Милетић Ф. - (Аспиринци, Алексев А., Андрејевић А.)
- песма 2: Рогановић М./Милетић Ф. - Милетић Ф./Рогановић М. - Аспиринци/Алексев А.
- песма 8: Р. Аксентијевић - Р. Аксентијевић - Бибер